# Hope Automobil Industri
Hope Automobil Industri A/S war ein dänischer Hersteller von Automobilen.

## Unternehmensgeschichte
Das Unternehmen aus Hadsund begann 1982 mit der Entwicklung von Automobilen. Der Markenname lautete Hope. 1987 endete die Produktion. Insgesamt entstanden 30 Fahrzeuge.

## Fahrzeuge
Das Unternehmen stellte Elektroautos her. Der erste Prototyp hatte ein Rohrrahmen-Fahrgestell. Einige Teile wie Radaufhängung, Bremsen und Lenkung stammten von VW Polo. Der Elektromotor leistete 20 PS, der eine Höchstgeschwindigkeit von 80 km/h ermöglichte. Die Karosserie bot Platz für vier Personen.
Der nächste Prototyp war 362 cm lang, 163 cm breit und 140 cm hoch. Er wog 850 kg. Davon entfielen lediglich 26 kg auf die Karosserie, die aus Kunststoff bestand. Ein Elektromotor mit zunächst 6 PS, später 10 PS Leistung trieb die Vorderräder an. Die Reichweite war mit 160 km angegeben.